# Африкански пингвин
Африкански или очилат пингвин (на латински: Spheniscus demersus) е вид птица от семейство Пингвинови (Spheniscidae) – единственият вид, за който е известно да населява Африканския континент. Видът е застрашен от изчезване.

## Етимология
На латински видът се обозначава като Spheniscus demersus, където Spheniscus идва от гръцката дума sphen за „клин“, „нещо клиновидно“, отнасяща се до издължената форма на тялото на пингвините при плуване, а demersus идва от латинската дума за „гмуркане“.
На езиците, които се говорят в Южна Африка, имената, под които се среща видът, са: African penguin, Jackass penguin, Black-footed penguin (английски), Brilpikkewyn (африкаанс), Inguza, Unombombiya (кхоса).

## Физическо описание
Африканските пингвини са високи около 65 – 70 cm и тежат между 2,4 и 3,6 kg. Те имат черен гръб и бял корем, черна окраска на лицето от очите до брадичката и характерна за вида черна дъгообразна ивица, която започва от гърдите и се спуска двустранно покрай крилата до краката. По бялата окраска на корема си африканският пингвин има черни петънца, броят и разположението на които е уникално за всеки индивид. Клюнът е черен с малко розово петно близо до края.
Окраската на африканския пингвин е неговата еволюционна стратегия: когато е във водата черният му гръб го прави труднозабележим за хищните птици, които кръжат над водата, а окраската на корема, бяла на черни петънца, го прикрива от подводните хищници, гледащи го от долу нагоре на фона на водната повърхност.
Характерни за африканския пингвин са и розовите неокосмени участъци от кожа над очите, които представляват жлези, отговорни за температурния обмен и поддържането на температурата на тялото в нормални граници. При по-високи температури тялото изпраща повече кръв към тези жлези и така я охлажда от околния въздух, което обяснява по-наситения цвят на жлезите през лятото и по-бледия – през зимата.
Мъжките екземпляри са малко по-едри от женските и имат малко по-масивни клюнове, но тези разлики са трудно забележими, ако не се наблюдава двойка пингвини заедно.

## Разпространение
Африканският пингвин е единственият вид пингвин, който в диво състояние обитава Африка и не се среща никъде другаде по света. Регистрираното му местообитание се разпростира по югозападните и южните части на африканското крайбрежие: от остров Холамсбърд край Централна Намибия, до залива Алгоа край Порт Елизабет в Република Южна Африка.

## Хранене
Африканските пингвини се хранят основно с обитаващи плитчините океански риби като аншоа, сардини, скумрии и херинги, но могат да се хранят и със сепии и ракообразни.
Със скоростта си под водата, достигаща до почти 20 km/h, африканските пингвини са бързи и гъвкави плувци и подводни ловци. Разстоянията, които им се налага да преминават в търсене на храна, варират чувствително в зависимост от местоположението, което обитават. Обитателите по западното крайбрежие на Африка обичайно извършват по 30 до 70 km обходи при търсене на храна. В южните части на местообитанията си, един ловуващ африкански пингвин може да измине до 110 km наведнъж, докато търси храна. Докато храни и малките си, обаче, възрастният пингвин обикновено не се отдалечава много от колонията си.
Въпреки че пингвините могат да пият и прясна вода, по време на храненето си те основно поглъщат солена вода. Жлеза, разположена в черепа, им помага да изхвърлят от организма си излишната сол, която по този начин поглъщат при хранене.

## Размножаване
Пингвините от този вид живеят в колонии и започват да се размножават на възраст между 2 и 6 години. Формират двойки за цял живот и през годините често се завръщат да гнездят не само на същите места, но и в същите гнезда. Размножаването е целогодишно, а не сезонно. Така целогодишно в колониите могат да се наблюдават малки и подрастващи на всякакви възрасти. В РЮА, където са най-многочислените колонии на африканския пингвин, най-активният размножителен период е от март до май.
Обикновено женската снася по две яйца, но рядко и двете пиленца оцеляват. Инкубационният период е около 40 дни, като и двамата родители поравно участват в мътенето. През първите 15 дни след измътването малките постоянното биват топлени от един от двамата родители, след това се научават сами да контролират телесната си температура. До 30-ия си ден остават под наблюдението на поне един от родителите, докато другият ловува, след което стават напълно самостоятелни.
Важен момент от процеса на размножаване е изграждането на гнезда – под гъсти храсти, паднали дървета или големи каменни блокове, с които възрастните предпазват малките от слънцето и от хищници, ловуващи за яйцата и малките. При изграждането на гнездата си пингвините използват и изпражнения (гуано), което през 20 век хората започват да събират масово като естествена тор, унищожавайки по този начин местообитанията на африканския пингвин.
В диво състояние, продължителността на живот на африканския пингвин е приблизително 13 – 15 години.

## Природозащитен статут
Според изследване на организацията „Южноафрикански национални паркове“ (South African National Parks, SANParks) през 1910 година популацията на африкански пингвини е достигала 1,5 милиона индивида. В края на 20 век от тази популация са останали под 10%. Причините довели до намаляването на популацията и застрашаването от изчезване се крият в безконтролното събиране на яйцата на африканския пингвин (като източник на протеини), както и в развилия се през 1940-те години пазар на гуано (птичи изпражнения) като средство за наторяване на почвата, довело до унищожаване на естествено строените с гуано гнезда.